# 布里亞奇哈
50°16′13″N 34°34′37″E / 50.27028°N 34.57694°E
布里亞奇哈（烏克蘭語：Бурячиха）是位於烏克蘭東北部的村莊，由蘇梅州奥赫蒂尔卡区的科米希市鎮負責管轄。該村處於格倫河右岸，海拔高度180米，2001年該村落人口35。